# مروی لوکس

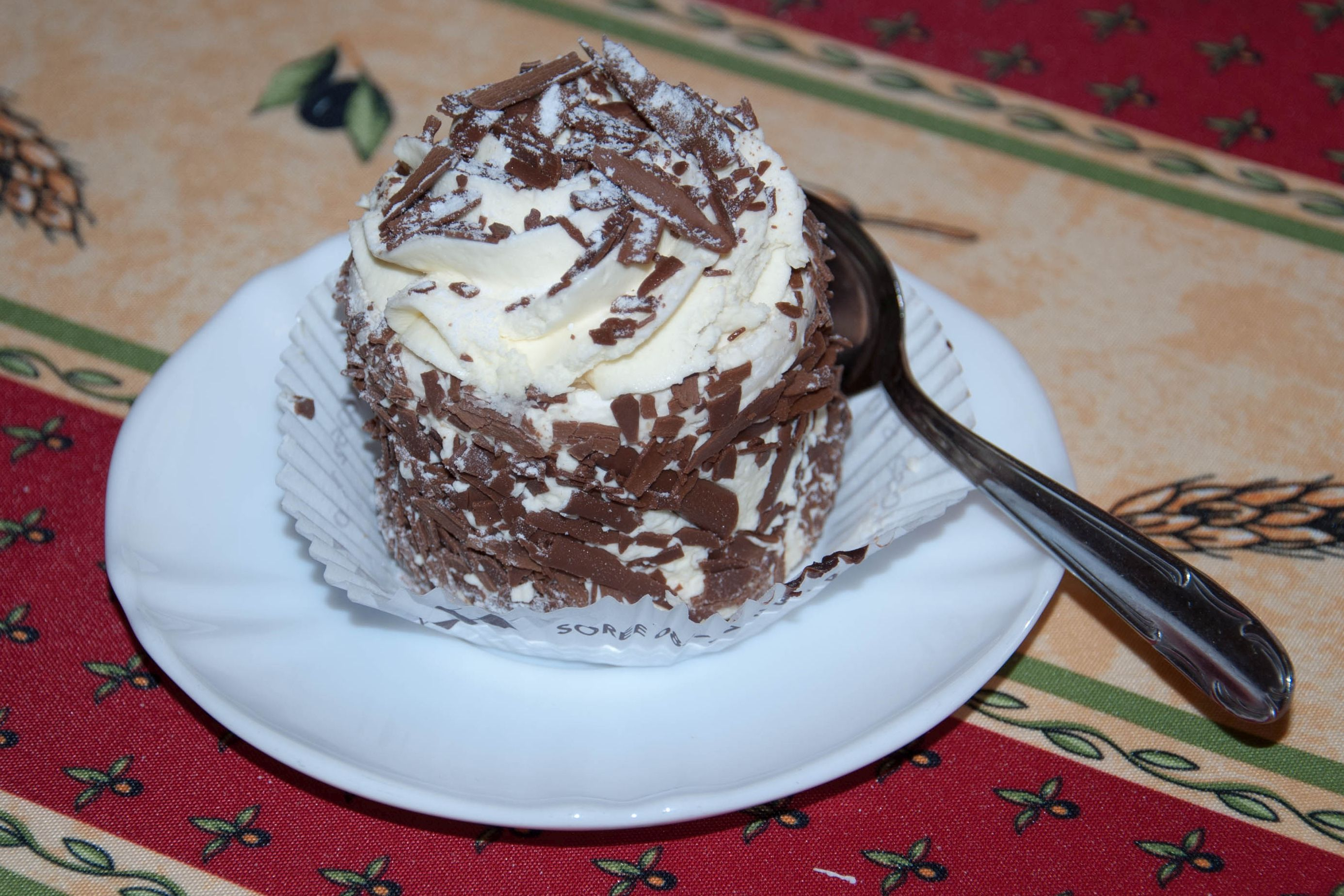
مروی لوکس

مغویو (انگلیسی: Merveilleux؛ انگلیسی: Marvelous) یک نوع کیک کوچک بلژیکی است که امروزه در فرانسه و برخی شهرهای آمریکا نیز یافت می‌شود. این کیک تشکیل شده از لایه‌هایی از مرنگ و خامه زده‌شده که سطح فوقانی آن با خامه زده شده و شکلات خرد شده پوشانده می‌شود.